# Liste des administrateurs coloniaux ayant gouverné les territoires de l’Empire colonial français

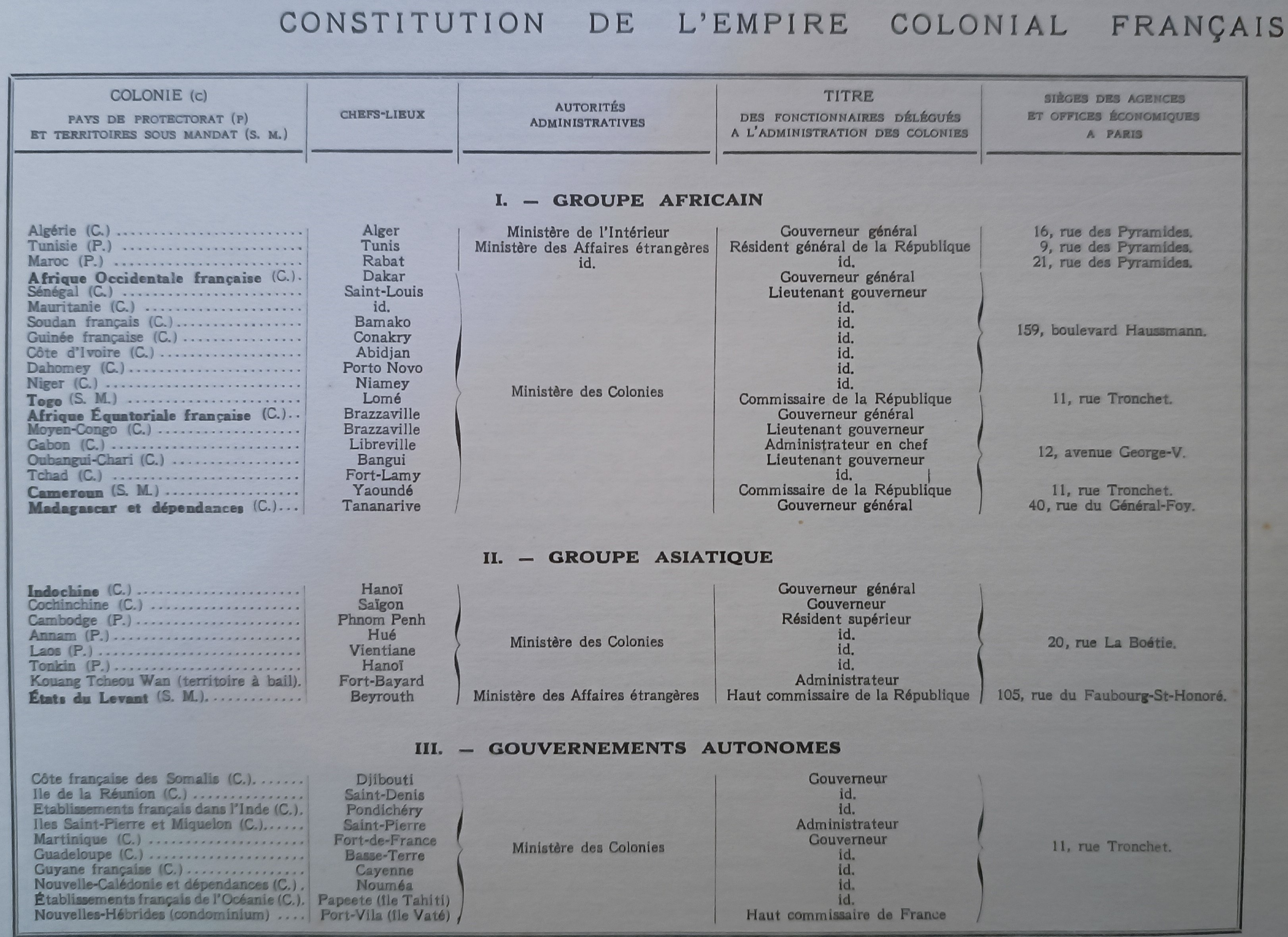
Constitution de l'empire colonial français (1933)

Cet article présente une liste des administrateurs coloniaux ayant gouverné, en tant que gouverneur général (Algérie française, Afrique-Occidentale française (AOF), Afrique-Équatoriale française (AEF), Madagascar et Indochine française) ou gouverneur local (quel que soit le titre officiel de la fonction : commissaire, haut-commissaire, gouverneur, lieutenant-gouverneur, résident supérieur etc), les différents territoires (colonies, protectorats, territoires sous mandat et territoires ayant été sous tutelle) de l'Empire colonial français.
En gras, sont représentés les fédérations ou gouvernorats généraux (Algérie française, Afrique-Occidentale française (AOF), Afrique-Équatoriale française (AEF), Madagascar et Indochine française) ayant à leur tête un gouverneur général.

## Colonies et protectorats

### Afrique française du Nord (AFN)
- Gouverneurs généraux d'Algérie. La conquête de l'Algérie par la France débute en 1830. Elle devient une colonie de peuplement, ce qui la distingue de tous les autres territoires de l'empire colonial français, et est ensuite structurée en trois départements français en 1848. Elle n'est donc plus une colonie au sens juridique à partir de cette date.
- Résidents généraux de France au Maroc
- Résidents généraux de France en Tunisie

### Afrique noire
- Gouverneurs généraux de l'Afrique-Occidentale française (AOF)
  - Gouverneurs du Sénégal
  - Gouverneurs de la Côte d'Ivoire
  - Gouverneurs de la Haute-Volta
  - Gouverneurs du Soudan français
  - Gouverneurs du Dahomey
  - Gouverneurs de la Guinée française
  - Gouverneurs de la Mauritanie (Colonie de la Mauritanie)
  - Gouverneurs de la Niger (Colonie du Niger)
- Gouverneurs généraux de l'Afrique-Équatoriale française (AEF)
  - Gouverneurs du Congo français
  - Gouverneurs du Gabon
  - Gouverneurs de l'Oubangui-Chari
  - Gouverneurs du Tchad
- Résidents généraux du protectorat de Madagascar (1882-1897) puis gouverneurs généraux de la colonie de Madagascar (1897-1959)
- Gouverneurs de Djibouti
- Gouverneurs des Comores
- Gouverneurs de la Réunion
- Gouverneurs de Mayotte

### Asie
- Gouverneurs généraux de l'Indochine française 
  - Gouverneurs de la Cochinchine française
  - Résidents d'Annam
  - Résidents du Tonkin
  - Résidents du Cambodge
  - Résidents du Laos
- Gouverneurs de l'Inde française (Établissements français dans l'Inde (EFI))

### Amérique et Antilles
- Gouverneurs de la Nouvelle-France
  - Gouverneurs de Montréal
  - Gouverneurs de Trois-Rivières
  - Gouverneurs de l'Acadie
  - Gouverneurs de Terre-Neuve
  - Gouverneurs de Saint-Pierre-et-Miquelon
  - Gouverneurs de Floride
  - Gouverneurs de la Louisiane française
- Gouverneurs français de Saint-Domingue (aujourd'hui Haïti)
- Gouverneurs de Guyane
- Gouverneurs de Guadeloupe
- Gouverneurs de la Martinique
- Gouverneurs de Saint-Barthélemy
- Gouverneurs de Saint-Martin
- Gouverneurs généraux des Antilles françaises (1628-1794) et (1849-1851)

### Océanie
- Gouverneurs de la Polynésie française (Établissements français de l'Océanie à partir de 1880 puis colonie de Tahiti à partir de 1903 et enfin Polynésie française depuis 1957)
- Gouverneurs de Nouvelle-Calédonie

## Territoires sous mandat
- Hauts-commissaires de France et délégués généraux de la France libre au Levant
- Gouverneurs du Cameroun français
- Gouverneurs du Togo français